# Ogovia pudens
Ogovia pudens là một loài bướm đêm trong họ Noctuidae.